# Zakazane królestwo
Zakazane królestwo (ang. The Forbidden Kingdom) – amerykańsko-chiński przygodowy film fantasy z 2008 roku w reżyserii Roba Minkoffa. W rolach głównych Jet Li i Jackie Chan.
Film zarobił 52 040 293 dolarów amerykańskich w Stanach Zjednoczonych, 67 806 687 pesos filipińskich na Filipinach, 24 625 401 bahtów w Tajlandii, 2 987 200 ringgitów w Malezji, 1 498 697 dolarów singapurskich w Singapurze oraz 1 215 459 funtów szterlingów w Wielkiej Brytanii.

## Fabuła
Jason Tripitikas (Michael Angarano) nastolatek z Bostonu jest zafascynowany chińskimi stylami walki. Przyjaźni się z Hopem imigrantem z Chin prowadzącym sklep z chińskimi filmami DVD. Pewnego razu Jason wracając do domu napotyka bandę miejscowych bandytów. Mimo woli wciągają oni go do napadu na sklep Hopa. Podczas kradzieży poważnie ranią starca, który ostatnimi siłami wręcza Jasonowi tajemniczą laskę i nakazuje znaleźć jej właściciela. Podczas ucieczki laska przenosi młodzieńca do tajemniczej wioski gdzieś w Chinach. Spotyka on tam Lu Yana (Jackie Chan), który opowiada mu legendę o Królu Małp (Jet Li).

## Obsada
reżyseria:
- Rob Minkoff

scenariusz:
- John Fusco

aktorzy:
- Jet Li: Król małp/Milczący mnich
- Jackie Chan: Lu Yan
- Michael Angarano: Jason Tripitikas
- Liu Yifei: Golden Sparrow
- Li Bingbing: Siwowłosa wiedźma
- Collin Chou: Nefrytowy dygnitarz wojskowy
- Morgan Benoit: Lupo

zdjęcia:
- Peter Pau

muzyka:
- David Buckley

scenografia:
- Bill Brzeski
- Eric Lam

producent:
- Casey Silver
- Ryan Kavanaugh

producent wykonawczy:
- Wang Zhongjun
- Ryan Kavanaugh
- Yuen Woo-ping
- Lynwood Spinks
- Raffaella De Laurentiis

montaż:
- Eric Strand

kostiumy:
- Shirley Chan

## Nagrody i nominacje
W 2008 roku podczas 8. edycji Golden Trailer Awards film był nominowany w kategorii Best Action TV Spot do nagrody Golden Trailer za walecznych wojowników, w kategorii Best Action TV Spot było nominowane zakończenie. Podczas 9. edycji Teen Choice Awards Jackie Chan był nominowany do nagrody Teen Choice Award w kategorii Choice Movie Actor: Action Adventure, film był nominowany w kategorii Choice Movie: Action Adventure.